# أكل الشعر
أَكْلُ الشَّعْر (بالإنجليزية: Trichophagia)‏ هو الأكل القهري للشعر المصاحب لهوس نتف الشعر. في الأشخاص الذين يُعانون من هوس أكل الشعر، فإنهم يبيتعلون الشعر أثناء نوبة نتف الشعر والذي يمكن أن يؤدي في كثير من الأحيان إلى تكون كرة كبيرة من الشعرداخل المعدة والأمعاء.

## العلامات والأعراض
تتميز تلك الحالة المرضية بوجود نوبات لدى الشخص بأكل الشعر، وعادةً ما تكون بعد نوبة من هوس نتف الشعر. في كثير من الأحيان، يُنتف الشعر ثم يتم تناول نهايات جذوره، أو ساق الشعر في بعض الأحيان. يتجمع الشعر في الجهاز الهضمي في بعض الأحيان، والتي تعتمد شدة الأعراض على كمية الشعر المتراكم هناك، مسببًا عسر الهضم وألم في المعدة.تعتبر الطقوس المُحيطة بتلك الحالة النفسية عامل قوي، وقد تشمل تلامس جذور الشعر مع الشفاه وتذوق الشعر ومضغه في بعض الأحيان. في بعض الأحيان قد يأكل من يعانون من هذا الاضطراب شعر الآخرين. في مجال الطب النفسي يندرج هذا الاضطراب تحت الاضطرابات النفسية القهرية.

## التنبؤ المرضي
متلازمة رابونزيل هي شكل متطرف من أكل الشعر التي يمتد فيها «ذيل» كرة الشعر إلى الأمعاء، والتي يمكن أن تكون قاتلة إذا تم تشخيصها بشكل خاطيء. في بعض الحالات، قد تكون هناك حاجة لتدخل جراحي لإزالة تلك الكومة المتكومة من الشعر، والتي يمكن أن تصل إلى كتلة بوزن 4.5 كيلوجرام (9.9 رطل) كما تم استخراجها من بطن امرأة تبلغ من العمر 18 عامًا مصابة بالشلل الدماغي.

## التاريخ
غالبًا ما يُشار في المؤلفات الطبية إلى هوس أكل الشعر كأعراض نادرة من هوس نتف الشعر. في القرن الثامن عشر وصف الطبيب الفرنسي م. بودمانت الحالة في صبي عمره 16 عامًا.

## في وسائل الإعلام
ورد ذكر هوس أكل الشعر في حلقة 1000 طريقة للموت في المسلس الشهير "Stupid Is As Stupid Dies" والتي احتوت على امرأة شابة ماتت من ذلك. كما أُشير أيضًا إلى تلك الحالة في الفصل 9 من مسلسل تشريح غراي Grey's Anantomy في الحلقة 11 «النهاية هي بداية النهاية».

## روابط خارجية
- The TLC Foundation for Body-Focused Repetitive Behaviors